# The Circle
The Circle er en amerikansk stumfilm fra 1925 instrueret af Frank Borzage.

## Medvirkende
- Eleanor Boardman som Elizabeth Cheney
- Malcolm McGregor som Edward "Teddy" Lutton
- Alec B. Francis som Clive Cheney
- Eugenie Besserer som Catherine "Kitty" Cheney
- George Fawcett som Hugh "Hughie" Porteous
- Creighton Hale som Arnold Cheney
- Otto Hoffman som Dorker
- Eulalie Jensen som  Mrs. Alice Shenstone